# Pollex kangeani
Pollex kangeani là một loài bướm đêm thuộc họ Erebidae. Nó được tìm thấy ở quần đảo Kangean và Java.
Sải cánh dài 8–9 mm. 